# Nan Goldin
Nan Goldin (Washington, 12 september 1953) is een Amerikaans fotograaf.

## Vroege carrière
Goldin werd geboren in Washington en groeide op in een buitenwijk van Boston, in een middenklassengezin met Joodse ouders. In 1968, op vijftienjarige leeftijd, kreeg ze een inleiding tot de fotografie van een leraar. In 1973 had ze in Boston haar eerste solotentoonstelling. Ze toonde er foto's van haar bezoeken aan de homo- en transseksuele community's in de stad, waarin haar vriend David Armstrong haar geïntroduceerd had. In 1977-78 studeerde Goldin af aan de School of the Museum of Fine Arts, Boston/Tufts University, waar ze voornamelijk met Cibachrome-drukken had gewerkt.
Na haar studies verhuisde Goldin naar New York. Ze documenteerde er de muziekscenes van postpunk en new wave en de lgbt-subcultuur van eind jaren zeventig en begin jaren tachtig, die na de Stonewall-rellen in 1969 erg levendig was geworden.

## The Ballad of Sexual Dependency
Tussen 1979 en 1986 werkte Nan Goldin aan haar sleutelwerk The Ballad of Sexual Dependency: een fotoreeks over de harddrug-subcultuur rond de Bowery. De titel van de serie komt uit een lied in Bertolt Brechts Driestuiversopera.
De foto's in snapshot-stijl tonen expliciet druggebruik, huiselijk geweld en agressie en autobiografische momenten. De meeste mensen die in deze reeks geportretteerd werden, waren in de jaren 1990 reeds overleden: meestal door een overdosis of aan de gevolgen van aids. Goldin verloor zo onder andere haar vrienden Greer Lankton en Cookie Mueller, die ze vaak had gefotografeerd in die periode.
In 2003 schreef The New York Times over de impact van deze fotoserie: (Goldin has) "forged a genre, with photography as influential as any in the last twenty years." Naast The Ballad of Sexual Independency publiceerde Goldin nog twee andere fotoseries uit haar Bowery-periode: "I'll Be Your Mirror" (vernoemd naar een song van The Velvet Underground, op hun album The Velvet Underground & Nico) en "All By Myself."

## Werkwijze en later werk
Nan Goldin presenteert haar werk vaak in de vorm van een diavoorstelling met bewust gekozen achtergrondmuziek. Haar bekendste diaserie duurt 45 minuten en telt ruim 900 foto's. Behalve in musea worden haar foto's op die manier ook op filmfestivals vertoond. Thema's in haar vroege werk zijn liefde, gender, huiselijkheid en seksualiteit. Ze maakt meestal gebruik van het beschikbare licht. Regelmatig heeft ze foto's gemaakt van vrouwen die in een spiegel kijken, van meisjes in toiletten, van drag queens, seksuele handelingen, van obsessies en afhankelijkheid. Haar foto's zijn erg intiem van karakter.
Sinds 1995 is Goldins werk thematisch breder. Ze deed een gezamenlijk boekproject met de Japanse fotograaf Nobuyoshi Araki; ze fotografeerde skylines van New York, bevreemdende landschappen, haar vriendin Siobhan, baby's, ouderschap en het gezinsleven.
Nan Goldin woont en werkt in New York en Parijs.

## Tentoonstellingen en prijzen
Het werk van Nan Goldin is over heel de wereld geëxposeerd. Een eerste reizende tentoonstelling van haar werk ging van start in 1996 in het Whitney Museum of American Art; deze tentoonstelling deed in 1997 het Stedelijk Museum aan. Het Nederlands Fotomuseum toonde in 2010 een retrospectieve van haar werk tussen 1978 en 2001.
In 2007 ontving Nan Goldin de Hasselblad Award.
Goldin wordt gerepresenteerd door Matthew Marks Gallery (New York/Los Angeles) en Galerie Yvon Lambert (Parijs).